# Assassins (serie televisiva)
Assassins è una serie televisiva di fantascienza italiana creata da Salvatore Martines e distribuita su Prime Video il 29 dicembre 2020. La serie è interpretata da Salvatore Martines, Paolo Gentile, Aurora Convertini e Gianmarco Citro. La serie è un adattamento immaginario a quella che fu la setta degli assassini e la battaglia contro gli Assiri. Lo show è composto da 7 episodi e le riprese sono state avviate il 7 agosto 2019 a Salerno, a metà febbraio 2020 si stoppano ufficialmente le riprese a causa della Pandemia di COVID-19 del 2019-2021, riprendendo il 4 luglio 2020 e terminando il 12 settembre 2020.

## Trama
Nick Holland è uno studente liceale, un ragazzo come tutti gli altri che vive la sua vita nella normalità da adolescente. Il tutto gli viene stravolto quando incontra un tizio misterioso fuori ad una festa, gli rivela essere un amico del fratello, ma dopo aver fatto la sua conoscenza Nick inizia ad avere degli incubi, sogni che lo ritraggono in combattimenti con personaggi ambigui. Al suo risveglio si ritrova davanti il ragazzo misterioso che con un fazzoletto contenente un narcotico stordisce Nick. Si risveglia legato e si ritrova sotto una specie di cantina, chiede del perché si ritrova li, e il ragazzo gli rivela chi è davvero, Nick non è un ragazzo come tutti gli altri, ma appartiene a una lunga dinastia di Assassini, è l'unico che può salvare il mondo dalla fine imminente.

## Produzione
Nel 2018 Salvatore Martines decide di dedicarsi alla bozza di "Neighborhood killers" un racconto che si basava su una storia inedita della setta degli assassini, e una battaglia contro gli assiri, il titolo della sceneggiatura venne poi cambiato nel attuale "Assassins". Il 7 Marzo 2019 Paolo Gentile venne scritturato per il ruolo di Bahir Nasf Ehllat, successivamente Aurora Convertini, Emanuele De Sio, Gianmarco Citro e Marianna Moriello vennero scritturati per i seguenti ruoli: Amber Vormont, Leonard Finch, Juan Harlem e Oiditte Sanclaire. Nel 23 giugno del 2019 viene affidata la direzione della fotografia a Luca Gargione, la produzione al regista e attore Salvatore Martines e l'area consulting al Dr. Nicola Ciancio.

## Promozione
Il 13 ottobre 2020 è stato diffuso sulla pagina Facebook ufficiale della serie, il primo trailer che nell'arco di 2 settimane è arrivato a 350.000 visualizzazioni. Un secondo trailer della serie è stato pubblicato il 29 di dicembre sulla pagina instagram ufficiale di Assassins.

## Riprese
Le riprese sono iniziate il 7 agosto 2019 a Salerno, Mercato San Severino, Furore, Amalfi e Romagnano al Monte. 

## Personaggi e interpreti
- Nick Holland, interpretato da Salvatore Martines
- Bahir Nasf Ehllat, interpretato da Paolo Gentile
- Amber Vormont, interpretato da Aurora Convertini
- Juan Harlem, interpretato da Gianmarco Citro
- Bobby Liù, interpretato da Alessandro Orio